# Alue Sijuek (Tanah Luas)
Alue Sijuek is een bestuurslaag in het regentschap Aceh Utara van de provincie Atjeh, Indonesië. Alue Sijuek telt 109 inwoners (volkstelling 2010).